# Liste der Nummer-eins-Hits in den Niederlanden (2017)
Dies ist eine Liste der Nummer-eins-Hits in den Niederlanden im Jahr 2017. Sie basiert auf den Nederlandse-Top-40-Singlecharts und den Dutch Album Top 100.

## Singles
| ← 2016 ← | Liste der Nummer-eins-Hits in den Niederlanden | Liste der Nummer-eins-Hits in den Niederlanden | Liste der Nummer-eins-Hits in den Niederlanden                                                 | 2018 →                    |
| \| Zeitraum \| Wo. ges. \| Interpret \| Titel Autor(en) \| Zusätzliche Informationen \| \| (Zeitraum, Wochen auf Platz eins, Interpret, Titel, Autor[en], zusätzliche Informationen) \| \| \| \| \| \| ----------------------------------------------------------------------------------------- \| -------- \| ----------------------------------------- \| ---------------------------------------------------------------------------------------------- \| ------------------------- \| \| 17. Dezember 2016 – 20. Januar 2017 5 Wochen (insgesamt 5) \| 5 \| Clean Bandit feat. Sean Paul & Anne-Marie \| Rockabye Jack Patterson, Ina Wroldsen, Steve McCutcheon, Ammar Malik, Sean Paul Henriques \| – \| \| 21. Januar 2017 – 5. Mai 2017 15 Wochen \| 15 \| Ed Sheeran \| Shape of You Ed Sheeran, Steve Mac, Johnny McDaid, Kandi Burruss, Tameka Cottle, Kevin Briggs \| – \| \| 6. Mai 2017 – 18. August 2017 15 Wochen \| 15 \| Luis Fonsi feat. Daddy Yankee \| Despacito Luis Rodríguez, Erika Ender, Ramón Ayala \| – \| \| 19. August 2017 – 1. September 2017 2 Wochen \| 2 \| Jonas Blue feat. William Singe \| Mama Jonas Blue, Ed Drewett, Sam Romans \| – \| \| 2. September 2017 – 15. September 2017 2 Wochen (insgesamt 5) \| 5 \| J Balvin & Willy William \| Mi gente José Osorio, Willy William, Adam Assad, Andrés David Restrepo, Mohombi Nzasi Moupondo \| – \| \| 16. September 2017 – 22. September 2017 1 Woche \| 1 \| Dua Lipa \| New Rules Caroline Ailin, Emily Warren, Ian Kirkpatrick \| – \| \| 23. September 2017 – 13. Oktober 2017 3 Wochen (insgesamt 5) \| 5 \| J Balvin & Willy William \| Mi gente José Osorio, Willy William, Adam Assad, Andrés David Restrepo, Mohombi Nzasi Moupondo \| – \| \| 14. Oktober 2017 – 1. Dezember 2017 7 Wochen \| 7 \| Pink \| What About Us? Pink, Steve Mac, Johnny McDaid \| – \| \| 2. Dezember 2017 – 26. Januar 2018 8 Wochen \| 8 \| Ed Sheeran \| Perfect Ed Sheeran \| – \| |                                                |                                                |                                                                                                |                           |
| ← 2016 |                                                |                                                |                                                                                                | → 2018 →                  |
| Zeitraum | Wo. ges.                                       | Interpret                                      | Titel Autor(en)                                                                                | Zusätzliche Informationen |
| (Zeitraum, Wochen auf Platz eins, Interpret, Titel, Autor[en], zusätzliche Informationen) |                                                |                                                |                                                                                                |                           |
| 17. Dezember 2016 – 20. Januar 2017 5 Wochen (insgesamt 5) | 5                                              | Clean Bandit feat. Sean Paul & Anne-Marie      | Rockabye Jack Patterson, Ina Wroldsen, Steve McCutcheon, Ammar Malik, Sean Paul Henriques      | –                         |
| 21. Januar 2017 – 5. Mai 2017 15 Wochen | 15                                             | Ed Sheeran                                     | Shape of You Ed Sheeran, Steve Mac, Johnny McDaid, Kandi Burruss, Tameka Cottle, Kevin Briggs  | –                         |
| 6. Mai 2017 – 18. August 2017 15 Wochen | 15                                             | Luis Fonsi feat. Daddy Yankee                  | Despacito Luis Rodríguez, Erika Ender, Ramón Ayala                                             | –                         |
| 19. August 2017 – 1. September 2017 2 Wochen | 2                                              | Jonas Blue feat. William Singe                 | Mama Jonas Blue, Ed Drewett, Sam Romans                                                        | –                         |
| 2. September 2017 – 15. September 2017 2 Wochen (insgesamt 5) | 5                                              | J Balvin & Willy William                       | Mi gente José Osorio, Willy William, Adam Assad, Andrés David Restrepo, Mohombi Nzasi Moupondo | –                         |
| 16. September 2017 – 22. September 2017 1 Woche | 1                                              | Dua Lipa                                       | New Rules Caroline Ailin, Emily Warren, Ian Kirkpatrick                                        | –                         |
| 23. September 2017 – 13. Oktober 2017 3 Wochen (insgesamt 5) | 5                                              | J Balvin & Willy William                       | Mi gente José Osorio, Willy William, Adam Assad, Andrés David Restrepo, Mohombi Nzasi Moupondo | –                         |
| 14. Oktober 2017 – 1. Dezember 2017 7 Wochen | 7                                              | Pink                                           | What About Us? Pink, Steve Mac, Johnny McDaid                                                  | –                         |
| 2. Dezember 2017 – 26. Januar 2018 8 Wochen | 8                                              | Ed Sheeran                                     | Perfect Ed Sheeran                                                                             | –                         |

## Alben
| ← 2016 ← | Liste der Nummer-eins-Hits in den Niederlanden | Liste der Nummer-eins-Hits in den Niederlanden | Liste der Nummer-eins-Hits in den Niederlanden | 2018 →                    |
| \| Zeitraum \| Wo. ges. \| Interpret \| Titel \| Zusätzliche Informationen \| \| (Zeitraum, Wochen auf Platz eins, Interpret, Titel, zusätzliche Informationen) \| \| \| \| \| \| ------------------------------------------------------------------------------ \| -------- \| ----------------------- \| ------------------------ \| ------------------------- \| \| 10. Dezember 2016 – 13. Januar 2017 5 Wochen \| 5 \| The Rolling Stones \| Blue & Lonesome \| – \| \| 14. Januar 2017 – 20. Januar 2017 1 Woche (insgesamt 3) \| 3 \| Kensington \| Control \| – \| \| 21. Januar 2017 – 27. Januar 2017 1 Woche \| 1 \| The xx \| I See You \| – \| \| 28. Januar 2017 – 10. Februar 2017 2 Wochen (insgesamt 3) \| 3 \| Kensington \| Control \| – \| \| 11. Februar 2017 – 17. Februar 2017 1 Woche \| 1 \| Elbow \| Little Fictions \| – \| \| 18. Februar 2017 – 24. Februar 2017 1 Woche \| 1 \| Rag ’n’ Bone Man \| Human \| – \| \| 25. Februar 2017 – 3. März 2017 1 Woche \| 1 \| Romy Monteiro \| Tribute to Whitney \| – \| \| 3. März 2017 – 10. März 2017 1 Woche \| 1 \| Vreemde Kostgangers \| Vreemde kostgangers \| – \| \| 11. März 2017 – 24. März 2017 2 Wochen (insgesamt 8) \| 8 \| Ed Sheeran \| ÷ \| – \| \| 25. März 2017 – 28. April 2017 5 Wochen \| 5 \| Boef \| Slaaptekort \| – \| \| 29. April 2017 – 5. Mai 2017 1 Woche (insgesamt 8) \| 8 \| Ed Sheeran \| ÷ \| – \| \| 6. Mai 2017 – 12. Mai 2017 1 Woche \| 1 \| Ayreon \| The Source \| – \| \| 13. Mai 2017 – 19. Mai 2017 1 Woche (insgesamt 8) \| 8 \| Ed Sheeran \| ÷ \| – \| \| 20. Mai 2017 – 26. Mai 2017 1 Woche \| 1 \| Harry Styles \| Harry Styles \| – \| \| 27. Mai 2017 – 2. Juni 2017 1 Woche \| 1 \| André Hazes junior \| Wijzer \| – \| \| 3. Juni 2017 – 7. Juli 2017 5 Wochen (insgesamt 12) \| 12 \| Lil Kleine \| Alleen \| – \| \| 8. Juli 2017 – 14. Juli 2017 1 Woche \| 1 \| Ronnie Flex \| Rémi \| – \| \| 15. Juli 2017 – 21. Juli 2017 1 Woche \| 1 \| SFB \| 77 nachten \| – \| \| 22. Juli 2017 – 1. September 2017 6 Wochen (insgesamt 12) \| 12 \| Lil Kleine \| Alleen \| – \| \| 2. September 2017 – 8. September 2017 1 Woche \| 1 \| Queens of the Stone Age \| Villains \| – \| \| 9. September 2017 – 22. September 2017 2 Wochen \| 2 \| Lijpe \| Zandloper \| – \| \| 23. September 2017 – 29. September 2017 1 Woche \| 1 \| Foo Fighters \| Concrete and Gold \| – \| \| 30. September 2017 – 6. Oktober 2017 1 Woche \| 1 \| Nick & Simon \| Aangenaam \| – \| \| 7. Oktober 2017 – 13. Oktober 2017 1 Woche (insgesamt 12) \| 12 \| Lil Kleine \| Alleen \| – \| \| 14. Oktober 2017 – 20. Oktober 2017 1 Woche \| 1 \| Sevn Alias \| Picasso \| – \| \| 21. Oktober 2017 – 27. Oktober 2017 1 Woche \| 1 \| Pink \| Beautiful Trauma \| – \| \| 28. Oktober 2017 – 3. November 2017 1 Woche \| 1 \| Niall Horan \| Flicker \| – \| \| 4. November 2017 – 10. November 2017 1 Woche \| 1 \| Jonna Fraser \| Blessed II \| – \| \| 11. November 2017 – 17. November 2017 1 Woche \| 1 \| Sam Smith \| The Thrill of It All \| – \| \| 18. November 2017 – 24. November 2017 1 Woche \| 1 \| Taylor Swift \| Reputation \| – \| \| 25. November 2017 – 1. Dezember 2017 1 Woche \| 1 \| Marco Borsato \| Thuis \| – \| \| 2. Dezember 2017 – 8. Dezember 2017 1 Woche \| 1 \| Kinderen Voor Kinderen \| Gruwelijk eng – 38 \| – \| \| 9. Dezember 2017 – 15. Dezember 2017 1 Woche \| 1 \| U2 \| Songs of Experience \| – \| \| 16. Dezember 2017 – 22. Dezember 2017 1 Woche \| 1 \| 3robi \| Jonge jongen naar de top \| – \| \| 23. Dezember 2017 – 29. Dezember 2017 1 Woche \| 1 \| Eminem \| Revival \| – \| \| 30. Dezember 2017 – 19. Januar 2018 3 Wochen (insgesamt 8) \| 8 \| Ed Sheeran \| ÷ \| – \| |                                                |                                                |                                                |                           |
| ← 2016 |                                                |                                                |                                                | → 2018 →                  |
| Zeitraum | Wo. ges.                                       | Interpret                                      | Titel                                          | Zusätzliche Informationen |
| (Zeitraum, Wochen auf Platz eins, Interpret, Titel, zusätzliche Informationen) |                                                |                                                |                                                |                           |
| 10. Dezember 2016 – 13. Januar 2017 5 Wochen | 5                                              | The Rolling Stones                             | Blue & Lonesome                                | –                         |
| 14. Januar 2017 – 20. Januar 2017 1 Woche (insgesamt 3) | 3                                              | Kensington                                     | Control                                        | –                         |
| 21. Januar 2017 – 27. Januar 2017 1 Woche | 1                                              | The xx                                         | I See You                                      | –                         |
| 28. Januar 2017 – 10. Februar 2017 2 Wochen (insgesamt 3) | 3                                              | Kensington                                     | Control                                        | –                         |
| 11. Februar 2017 – 17. Februar 2017 1 Woche | 1                                              | Elbow                                          | Little Fictions                                | –                         |
| 18. Februar 2017 – 24. Februar 2017 1 Woche | 1                                              | Rag ’n’ Bone Man                               | Human                                          | –                         |
| 25. Februar 2017 – 3. März 2017 1 Woche | 1                                              | Romy Monteiro                                  | Tribute to Whitney                             | –                         |
| 3. März 2017 – 10. März 2017 1 Woche | 1                                              | Vreemde Kostgangers                            | Vreemde kostgangers                            | –                         |
| 11. März 2017 – 24. März 2017 2 Wochen (insgesamt 8) | 8                                              | Ed Sheeran                                     | ÷                                              | –                         |
| 25. März 2017 – 28. April 2017 5 Wochen | 5                                              | Boef                                           | Slaaptekort                                    | –                         |
| 29. April 2017 – 5. Mai 2017 1 Woche (insgesamt 8) | 8                                              | Ed Sheeran                                     | ÷                                              | –                         |
| 6. Mai 2017 – 12. Mai 2017 1 Woche | 1                                              | Ayreon                                         | The Source                                     | –                         |
| 13. Mai 2017 – 19. Mai 2017 1 Woche (insgesamt 8) | 8                                              | Ed Sheeran                                     | ÷                                              | –                         |
| 20. Mai 2017 – 26. Mai 2017 1 Woche | 1                                              | Harry Styles                                   | Harry Styles                                   | –                         |
| 27. Mai 2017 – 2. Juni 2017 1 Woche | 1                                              | André Hazes junior                             | Wijzer                                         | –                         |
| 3. Juni 2017 – 7. Juli 2017 5 Wochen (insgesamt 12) | 12                                             | Lil Kleine                                     | Alleen                                         | –                         |
| 8. Juli 2017 – 14. Juli 2017 1 Woche | 1                                              | Ronnie Flex                                    | Rémi                                           | –                         |
| 15. Juli 2017 – 21. Juli 2017 1 Woche | 1                                              | SFB                                            | 77 nachten                                     | –                         |
| 22. Juli 2017 – 1. September 2017 6 Wochen (insgesamt 12) | 12                                             | Lil Kleine                                     | Alleen                                         | –                         |
| 2. September 2017 – 8. September 2017 1 Woche | 1                                              | Queens of the Stone Age                        | Villains                                       | –                         |
| 9. September 2017 – 22. September 2017 2 Wochen | 2                                              | Lijpe                                          | Zandloper                                      | –                         |
| 23. September 2017 – 29. September 2017 1 Woche | 1                                              | Foo Fighters                                   | Concrete and Gold                              | –                         |
| 30. September 2017 – 6. Oktober 2017 1 Woche | 1                                              | Nick & Simon                                   | Aangenaam                                      | –                         |
| 7. Oktober 2017 – 13. Oktober 2017 1 Woche (insgesamt 12) | 12                                             | Lil Kleine                                     | Alleen                                         | –                         |
| 14. Oktober 2017 – 20. Oktober 2017 1 Woche | 1                                              | Sevn Alias                                     | Picasso                                        | –                         |
| 21. Oktober 2017 – 27. Oktober 2017 1 Woche | 1                                              | Pink                                           | Beautiful Trauma                               | –                         |
| 28. Oktober 2017 – 3. November 2017 1 Woche | 1                                              | Niall Horan                                    | Flicker                                        | –                         |
| 4. November 2017 – 10. November 2017 1 Woche | 1                                              | Jonna Fraser                                   | Blessed II                                     | –                         |
| 11. November 2017 – 17. November 2017 1 Woche | 1                                              | Sam Smith                                      | The Thrill of It All                           | –                         |
| 18. November 2017 – 24. November 2017 1 Woche | 1                                              | Taylor Swift                                   | Reputation                                     | –                         |
| 25. November 2017 – 1. Dezember 2017 1 Woche | 1                                              | Marco Borsato                                  | Thuis                                          | –                         |
| 2. Dezember 2017 – 8. Dezember 2017 1 Woche | 1                                              | Kinderen Voor Kinderen                         | Gruwelijk eng – 38                             | –                         |
| 9. Dezember 2017 – 15. Dezember 2017 1 Woche | 1                                              | U2                                             | Songs of Experience                            | –                         |
| 16. Dezember 2017 – 22. Dezember 2017 1 Woche | 1                                              | 3robi                                          | Jonge jongen naar de top                       | –                         |
| 23. Dezember 2017 – 29. Dezember 2017 1 Woche | 1                                              | Eminem                                         | Revival                                        | –                         |
| 30. Dezember 2017 – 19. Januar 2018 3 Wochen (insgesamt 8) | 8                                              | Ed Sheeran                                     | ÷                                              | –                         |

## Jahreshitparaden
| ← 2016 ← | Liste der Nummer-eins-Hits in den Niederlanden | Liste der Nummer-eins-Hits in den Niederlanden | Liste der Nummer-eins-Hits in den Niederlanden | 2018 →   |
| \| Singles \| Position# \| Alben \| \| ----------------------------------------------------------------------------------------------------------------------------------------------- \| --------- \| ----------------------------------------- \| \| Shape of You Ed Sheeran , Steve Mac, Johnny McDaid, Kandi Burruss, Tameka Cottle, Kevin Briggs \| 1 \| ÷ Ed Sheeran \| \| Despacito Luis Fonsi feat. Daddy Yankee Luis Rodríguez, Erika Ender, Ramón Ayala \| 2 \| Alleen Lil Kleine \| \| Krantenwijk Lil Kleine feat. Boef Memru Renjaan, Julien Willemsen, Jorik Scholten, Sofiane Boussaadia \| 3 \| Slaaptekort Boef \| \| Energie Ronnie Flex feat. Frenna Boaz van de Beatz, Ronnie Flex, Afro Bros \| 4 \| Gruwelijk eng – 38 Kinderen Voor Kinderen \| \| Habiba Boef Sofiane Boussaadia \| 5 \| Control Kensington \| \| It Ain’t Me Kygo & Selena Gomez Kyrre Gørvell-Dahll, Selena Gomez, Andrew Wotman, Brian Lee, Ali Tamposi \| 6 \| Rémi Ronnie Flex \| \| Alleen Lil Kleine Julien Willemsen, Jorik Scholten \| 7 \| Thuis Marco Borsato \| \| Come Again Ronnie Flex feat. Boef Ronell Plasschaert, Boaz de Jong, Sofiane Boussaadia, Rashid MS Badloe, Giordano MS Ashruf, Shareef MS Badloe \| 8 \| x Ed Sheeran \| \| Something Just Like This The Chainsmokers & Coldplay Andrew Taggert, Guy Berryman, Jonny Buckland, Will Champion, Chris Martin \| 9 \| 77 nachten SFB \| \| Scared to Be Lonely Martin Garrix & Dua Lipa Martijn Garritsen, Giorgio Tuinfort, Nathaniel Campany, Kyle Shearer, Georgia Ku, Aziza Guseynova \| 10 \| More Life Drake \| |                                                |                                                |                                                |          |
| ← 2016 |                                                |                                                |                                                | → 2018 → |
| Singles | Position#                                      | Alben                                          |                                                |          |
| Shape of You Ed Sheeran , Steve Mac, Johnny McDaid, Kandi Burruss, Tameka Cottle, Kevin Briggs | 1                                              | ÷ Ed Sheeran                                   |                                                |          |
| Despacito Luis Fonsi feat. Daddy Yankee Luis Rodríguez, Erika Ender, Ramón Ayala | 2                                              | Alleen Lil Kleine                              |                                                |          |
| Krantenwijk Lil Kleine feat. Boef Memru Renjaan, Julien Willemsen, Jorik Scholten, Sofiane Boussaadia | 3                                              | Slaaptekort Boef                               |                                                |          |
| Energie Ronnie Flex feat. Frenna Boaz van de Beatz, Ronnie Flex, Afro Bros | 4                                              | Gruwelijk eng – 38 Kinderen Voor Kinderen      |                                                |          |
| Habiba Boef Sofiane Boussaadia | 5                                              | Control Kensington                             |                                                |          |
| It Ain’t Me Kygo & Selena Gomez Kyrre Gørvell-Dahll, Selena Gomez, Andrew Wotman, Brian Lee, Ali Tamposi | 6                                              | Rémi Ronnie Flex                               |                                                |          |
| Alleen Lil Kleine Julien Willemsen, Jorik Scholten | 7                                              | Thuis Marco Borsato                            |                                                |          |
| Come Again Ronnie Flex feat. Boef Ronell Plasschaert, Boaz de Jong, Sofiane Boussaadia, Rashid MS Badloe, Giordano MS Ashruf, Shareef MS Badloe | 8                                              | x Ed Sheeran                                   |                                                |          |
| Something Just Like This The Chainsmokers & Coldplay Andrew Taggert, Guy Berryman, Jonny Buckland, Will Champion, Chris Martin | 9                                              | 77 nachten SFB                                 |                                                |          |
| Scared to Be Lonely Martin Garrix & Dua Lipa Martijn Garritsen, Giorgio Tuinfort, Nathaniel Campany, Kyle Shearer, Georgia Ku, Aziza Guseynova | 10                                             | More Life Drake                                |                                                |          |